# 拉戈區
12°42′S 34°49′E / 12.700°S 34.817°E

+

拉戈區（葡萄牙語：Lago），是莫桑比克的行政區，位於該國西北部，由尼亞薩省負責管轄，首府設於梅坦古拉，面積6,438平方公里，2007年人口83,099，人口密度每平方公里13人。